# IC 2082
IC 2082 — галактика типу E-S0 (еліптична спіральна галактика) у сузір'ї Золота Риба.
Цей об'єкт міститься в оригінальній редакції індексного каталогу.